# 市镇 (西班牙)

西班牙市镇地图

市镇（西班牙語：municipio，国际音标：[muniˈθipjo]），为西班牙的基层行政区。
西班牙全国共有8,112个市镇。每个市镇的平均人口为5,300人左右，最大的市镇为马德里市，2009年人口达3,255,944，而人口最少的市镇不足10人，如拉里奥哈省的比利亚罗亚（Villarroya）。市镇辖区面积一般为2至40平方公里，最大的市镇超过400平方公里。
每个市镇皆为具有独立法人资格的联合体。行政机构称作市镇委员会（ayuntamiento），设有市长一人，副市长若干人、市镇委员会委员若干人。有些较大的市镇划分为若干个区（comarca）或联合体（mancomunidade）。